# Mormonia euphemia
Mormonia euphemia là một loài bướm đêm trong họ Noctuidae.